# Richmond (Michigan)
Richmond – miasto w Stanach Zjednoczonych, w stanie Michigan, w hrabstwie Macomb.